# Lanzendorf (Niederösterreich)
Lanzendorf ist eine Gemeinde mit 1949 Einwohnern (Stand 1. Jänner 2025) im Bezirk Bruck an der Leitha in Niederösterreich.

## Geografie

Die drei Ortsteile von Lanzendorf um das Jahr 1873, die alten Gemeindegrenzen sind noch verzeichnet (Aufnahmeblatt der Landesaufnahme)

Lanzendorf liegt im Industrieviertel in Niederösterreich. Die Gemeinde hat eine Fläche von 4,54 Quadratkilometer. Davon sind 73 Prozent landwirtschaftliche Nutzfläche, 8 Prozent Gärten, weniger als 1 Prozent der Fläche der Gemeinde ist bewaldet.

### Gemeindegliederung
Der Ort gliedert sich in die beiden Katastralgemeinden Oberlanzendorf und Unterlanzendorf.

### Nachbargemeinden
|                  | Wien                                        | Schwechat  |
| Leopoldsdorf     | Kompassrose, die auf Nachbargemeinden zeigt | Zwölfaxing |
| Maria-Lanzendorf | Himberg                                     |            |

## Geschichte
Im Altertum war das Gebiet Teil der Provinz Pannonia.
Nach dem „Anschluss“ Österreichs an das Dritte Reich im Jahre 1938 wurden die Gemeinden Ober- und Unterlanzendorf als Teile des neugeschaffenen 23. Bezirks Schwechat nach Groß-Wien eingegliedert. Mit 1. September 1954 erfolgte die Abtrennung von Wien und Vereinigung von Ober- und Unterlanzendorf zur Gemeinde Lanzendorf. Eine systematische Aufarbeitung der Geschichte des Lanzendorfer Raumes (einschließlich Maria Lanzendorf) erfolgt seit 2004.
Lanzendorf sollte nach der Auflösung des Bezirks Wien-Umgebung ab 1. Jänner 2017 ursprünglich Teil des Bezirks Mödling werden. Nach Einsprüchen von Bürgern wurde Lanzendorf dem Bezirk Bruck an der Leitha zugeordnet, dem es seit 1. Jänner 2017 angehört.

### Einwohnerentwicklung
Die Gemeinde hat seit 1981 eine ausgeglichene Geburtenbilanz und eine stark positive Wanderungsbilanz.
| Lanzendorf: Einwohnerzahlen von 1869 bis 2025       | Lanzendorf: Einwohnerzahlen von 1869 bis 2025 | Lanzendorf: Einwohnerzahlen von 1869 bis 2025 | Lanzendorf: Einwohnerzahlen von 1869 bis 2025 | Lanzendorf: Einwohnerzahlen von 1869 bis 2025 |
| --------------------------------------------------- | --------------------------------------------- | --------------------------------------------- | --------------------------------------------- | --------------------------------------------- |
| Jahr                                                |                                               |                                               |                                               | Einwohner                                     |
| 1869                                                | 1869                                          |                                               | 389                                           | 389                                           |
| 1880                                                | 1880                                          |                                               | 455                                           | 455                                           |
| 1890                                                | 1890                                          |                                               | 483                                           | 483                                           |
| 1900                                                | 1900                                          |                                               | 775                                           | 775                                           |
| 1910                                                | 1910                                          |                                               | 1.048                                         | 1.048                                         |
| 1923                                                | 1923                                          |                                               | 960                                           | 960                                           |
| 1934                                                | 1934                                          |                                               | 1.113                                         | 1.113                                         |
| 1939                                                | 1939                                          |                                               | 1.203                                         | 1.203                                         |
| 1951                                                | 1951                                          |                                               | 1.066                                         | 1.066                                         |
| 1961                                                | 1961                                          |                                               | 1.081                                         | 1.081                                         |
| 1971                                                | 1971                                          |                                               | 1.111                                         | 1.111                                         |
| 1981                                                | 1981                                          |                                               | 1.124                                         | 1.124                                         |
| 1991                                                | 1991                                          |                                               | 1.341                                         | 1.341                                         |
| 2001                                                | 2001                                          |                                               | 1.464                                         | 1.464                                         |
| 2011                                                | 2011                                          |                                               | 1.664                                         | 1.664                                         |
| 2021                                                | 2021                                          |                                               | 1.901                                         | 1.901                                         |
| 2025                                                | 2025                                          |                                               | 1.949                                         | 1.949                                         |
| Quelle(n): Statistik Austria, Gebietsstand 1.1.2021 |                                               |                                               |                                               |                                               |

## Kultur und Sehenswürdigkeiten

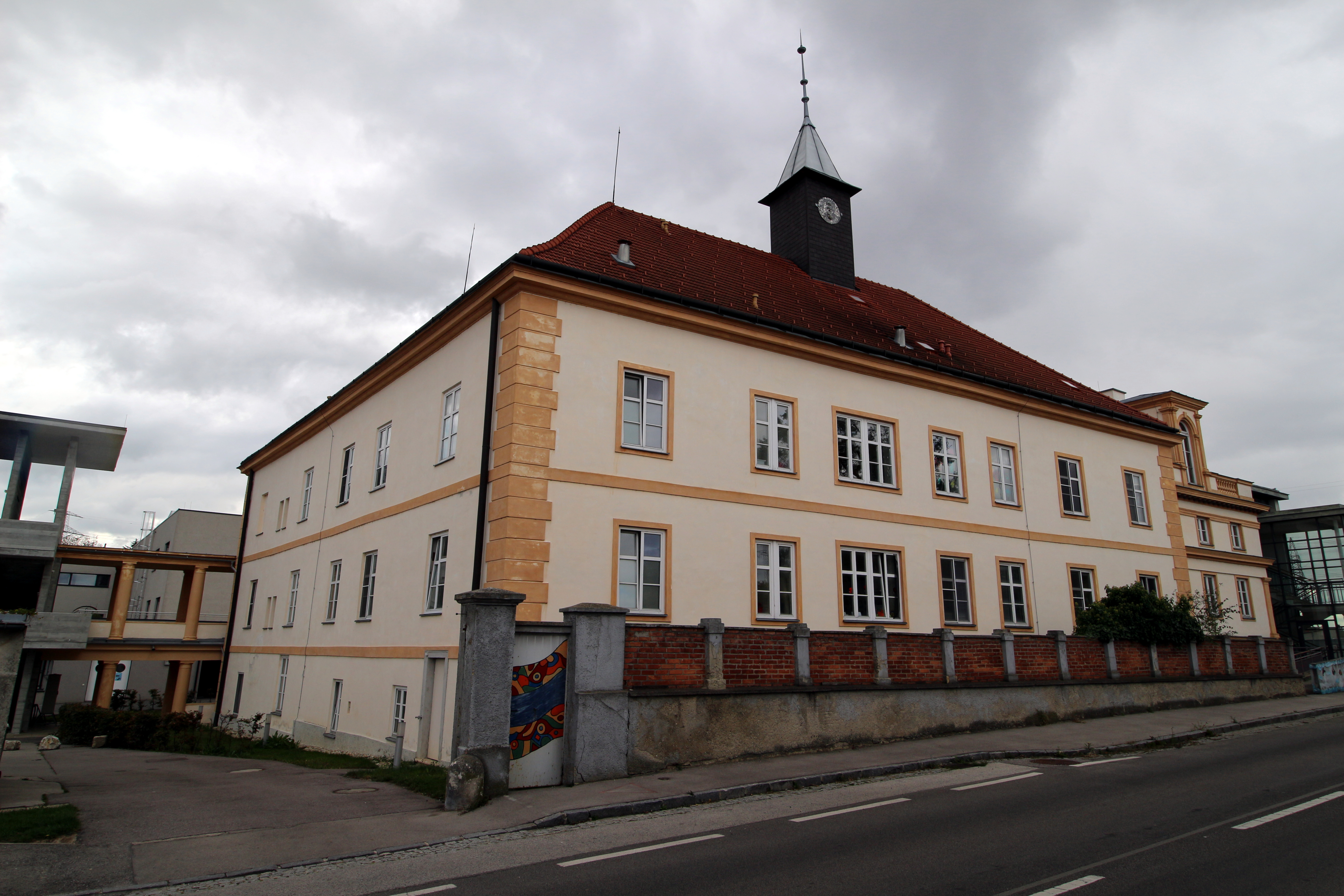
Schloss Lanzendorf

- Schloss Lanzendorf

## Wirtschaft und Infrastruktur
Die Anzahl der landwirtschaftlichen Betriebe ging von zehn im Jahr 1999 auf sechs im Jahr 2010 zurück. Im Produktionssektor beschäftigten 13 Betriebe 56 Arbeitnehmer, hauptsächlich im Baugewerbe aber auch mit der Produktion von Waren. Der Dienstleistungssektor gab 407 Menschen in 69 Betrieben Arbeit (Stand 2011).

### Öffentliche Einrichtungen
In der Gemeinde gibt es einen Kindergarten, eine Volksschule und eine Neue Mittelschule.

### Verkehr
- Eisenbahn: Lanzendorf hat über die Schnellbahn eine direkte Verbindung nach Wien.[12]
- Straße: Der Ort ist über die Landesstraße B11 mit der Süd Autobahn A2 und der Ost Autobahn A4 verbunden.[13]
- Flughafen: Der Flughafen Wien ist 14 Kilometer entfernt und in 20 Minuten mit dem Auto erreichbar.[14]

## Politik

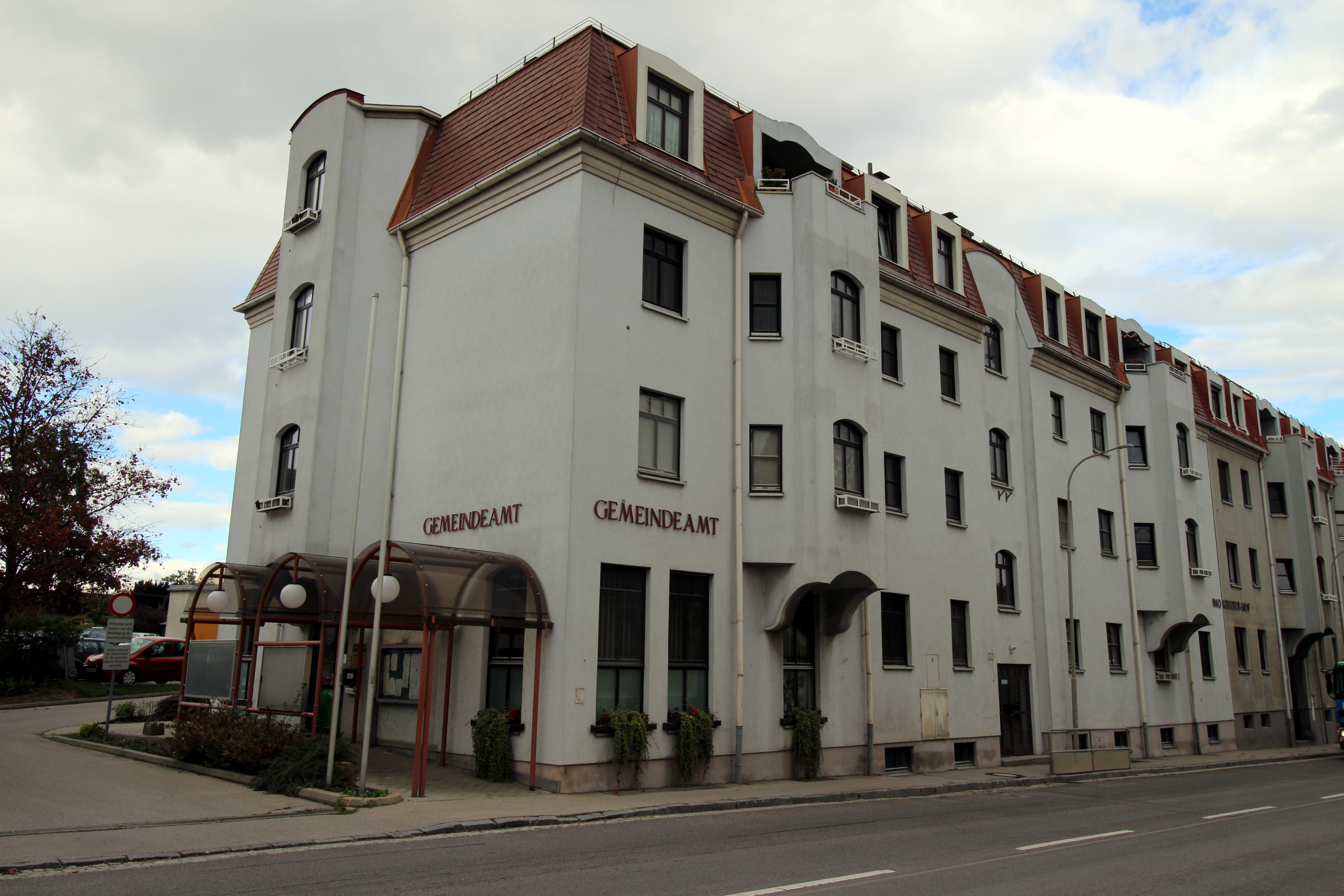
Gemeindeamt

### Gemeinderat
Der Gemeinderat hat 19 Mitglieder.
- Nach den Gemeinderatswahlen in Niederösterreich 1990 hatte der Gemeinderat folgende Verteilung: 12 SPÖ und 7 ÖVP.
- Nach den Gemeinderatswahlen in Niederösterreich 1995 hatte der Gemeinderat folgende Verteilung: 12 SPÖ, 4 ÖVP und 3 FPÖ.[15]
- Nach den Gemeinderatswahlen in Niederösterreich 2000 hatte der Gemeinderat folgende Verteilung: 9 SPÖ, 6 ÖVP und 4 Alternative Liste Pfaffenbichler.[16]
- Nach den Gemeinderatswahlen in Niederösterreich 2005 hatte der Gemeinderat folgende Verteilung: 13 SPÖ, 5 ÖVP und 1 Lanzendorfer Forum (LAF).[17]
- Nach den Gemeinderatswahlen in Niederösterreich 2010 hatte der Gemeinderat folgende Verteilung: 12 SPÖ, 5 ÖVP und 2 FPÖ.[18]
- Nach den Gemeinderatswahlen in Niederösterreich 2015 hatte der Gemeinderat folgende Verteilung: 12 SPÖ, 5 ÖVP und 2 FPÖ.[19]
- Nach den Gemeinderatswahlen in Niederösterreich 2020 hatte der Gemeinderat folgende Verteilung: 14 SPÖ, 4 ÖVP und 1 Josef für Lanzendorf.[20]
- Nach den Gemeinderatswahlen in Niederösterreich 2025 hat der Gemeinderat folgende Verteilung: 13 SPÖ, 2 JOSEF, 2 BL und 2 FPÖ.[21]

### Bürgermeister
- seit 2017 Silvia Krispel (SPÖ)[22]

## Persönlichkeiten
- Josef Fabricius (1865–1934), Schüler Billroths und verdienter Frauenarzt
- Eduard Hnelozub (1919–2000), Humordichter
- Georg Leisek (1869–1936), akademischer Bildhauer, Schöpfer des Franz-Joseph-Denkmals in Bad Ischl, Ausgestalter des Wiener Zentralfriedhofes
- Harry Polesnig (1926–2009), Klarinettist und Partner von Fatty George